# Heptaptera
Genre
Heptaptera est un genre de plantes à fleurs de la famille des Apiaceae.

## Liste des taxons de rang inférieur
Liste des espèces selon GBIF (22 avril 2021) :
- Colladonia persica Hausskn. ex Bornm., 1906
- Heptaptera anatolica Tutin (Boiss.)
- Heptaptera angustifolia Tutin (Bertol.)
- Heptaptera anisopetala Tutin (DC.)
- Heptaptera anisoptera Tutin (DC.)
- Heptaptera cilicica Tutin (Boiss. & Balansa)
- Heptaptera colladonioides Margot & Reut.
- Heptaptera macedonica Tutin (Bornm.)
- Heptaptera triquetra Tutin (Vent.)

## Informations sur le taxon
Synonyme(s) :
- Anisopleura Fenzl
- Colladonia DC.
- Meliocarpus Boiss.
- Perlebia DC.